# Conde de Geraz do Lima

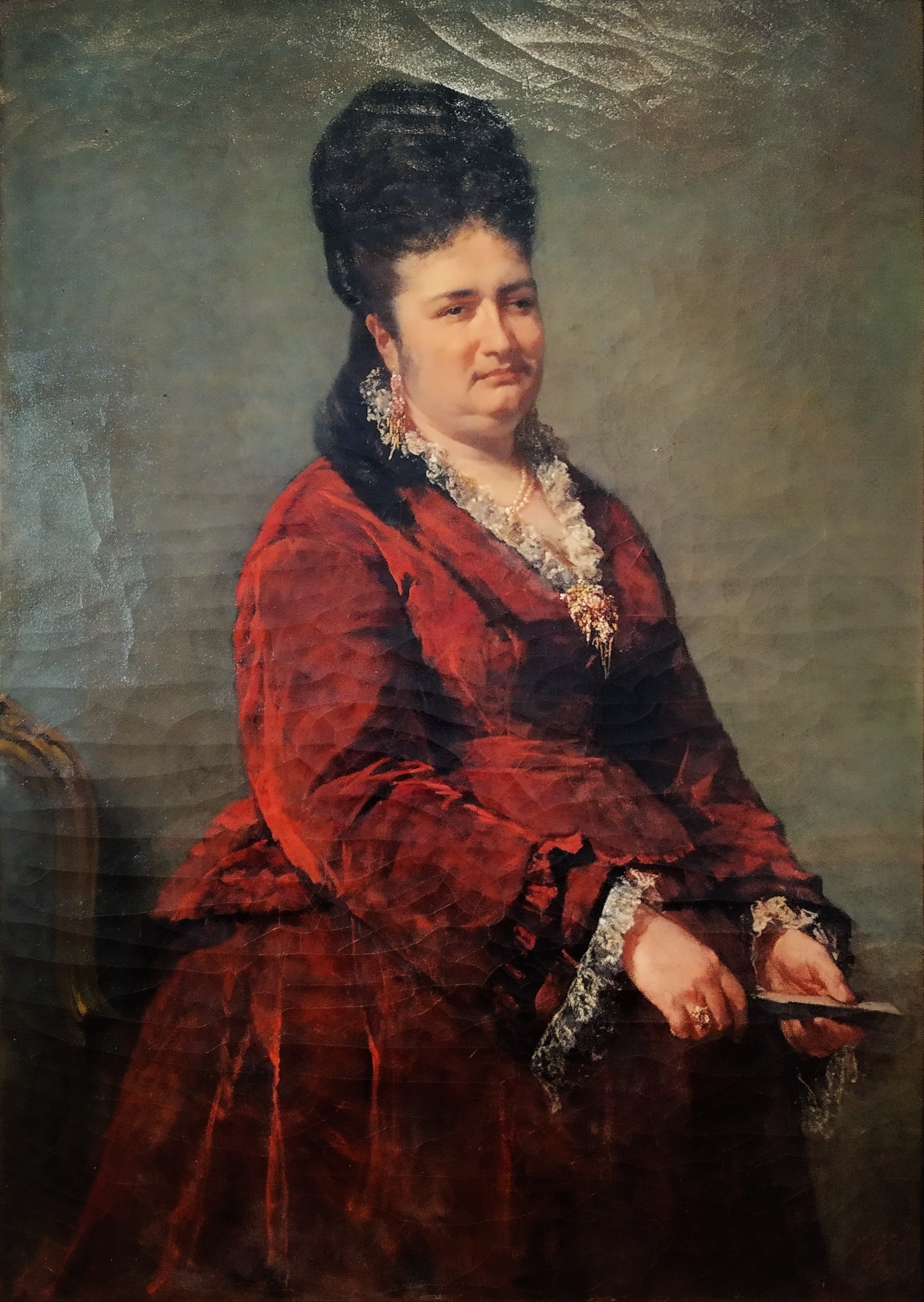
Retrato de Júlia Sofia de Almeida Brandão e Sousa do pintor Miguel Ângelo Lupi

Conde de Geraz do Lima é um título nobiliárquico criado por D. Maria II de Portugal, por Decreto de 26 de Agosto de 1848, em favor de Júlia Sofia de Almeida Brandão e Sousa.
Titulares
1. Júlia Sofia de Almeida Brandão e Sousa, 1.ª Condessa de Geraz do Lima;
2. Rodrigo Brandão da Fonseca Magalhães, 2.º Conde de Geraz do Lima.

Após a Implantação da República Portuguesa, e com o fim do sistema nobiliárquico, usou o título: 
1. Carlos Heitor da Fonseca Magalhães, 3.º Conde de Geraz do Lima.